# Ixamatus lornensis
Ixamatus lornensis is een spinnensoort in de taxonomische indeling van de bruine klapdeurspinnen (Nemesiidae).
Ixamatus lornensis werd in 1985 beschreven door Raven.